# Дева Мария – Царица на ангелите (Пловдив)
„Дева Мария – Царица на ангелите“ е християнска църква в Пловдив, България, част от Софийско-пловдивската епархия на Римокатолическата църква. Църквата е към манастира на Братята капуцини в Пловдив.

## История на храма
През 1920 г. за главен предстоятел на монасите от ордена на капуцините в България е избран отец Йероним Яреков. Следващата година, той закупува къща на улица „Крали Марко“ в Пловдив, която прави своя резиденция. През 1929 г. неговият наследник – отец Ангело Бехаим – купува от братя Киркови съседното място и увеличава двора на резиденцията, където през 1934 г. започва да строи нов храм по проект и ръководство на пловдивския архитект Димитър Попов.
През 1937 година храмът е завършен и осветен от епископ Винкенти Пеев. Той става седалище на капуцинските предстоятели в България.
През 1953 г. имотът е национализиран. Сградата е недвижима културна ценност, декларирана с писмо №395 от 13 февруари 1985 г. Имотът е реституиран чак през 2016 г. През 2020 г. започва основен ремонт на храма и прилежащите помещения на манастира. През 2022 г. с помощта на  Ангел Шишков и скулптора Румен Желев статуята на Христос е реставрирана.
Храмов празник – 2 август.

## Галерия
- Храм „Дева Мария – Царица на ангелите“
- Скулптура на Христос над входа
- Входа към църквата
- Подробен изглед на прозорци на северната фасада
- Северната фасада на църквата

- Църква от югоизток
- Църква от североизток
- Източната фасада на църквата